# TV 아웃

S 비디오

TV 아웃(TV out)은 텔레비전 AV 입력을 받는 아날로그 영상 신호를 제공하는 장비의 단자에 붙이는 이름이다. 영상만 출력되고 소리가 나오지 않는 AV 출력과는 다르다.
단자가 RCA 단자나 미니 잭에 연결되어 있을 때, 신호는 보통 컴포지트 비디오이다. 수많은 컴퓨터에서는 S 영상 신호를 제공하는 S 비디오 단자를 찾을 수 있다. A/V가 컴포지트보다 더 나은 화질을 제공하므로 되도록 S 비디오를 사용하는 것을 권장한다.
아이폰에도 이 기능이 적용되어 있다.

## 같이 보기
- 컴포지트 비디오
- S-비디오
- 컴포넌트 비디오